# Eleccions a governador de Hokkaidō de 1955
Les eleccions a governador de Hokkaidō de 1955 (1955年北海道知事選挙, 1955-nen Hokkaidō Chiji Senkyo) foren unes eleccions per tal de renovar el càrrec de governador de Hokkaidō per un nou mandat de quatre anys i celebrades el 23 d'abril de 1955, dins del marc de les eleccions locals unificades del Japó de 1955. El triomfador fou l'aleshores governador, el socialista Toshibumi Tanaka, que en aquestes eleccions va decidir presentar-se com a candidat independent.
La participació fou del 77,86 percent, un lleuger retrocés respecte a les anteriors eleccions de 1951. En aquests comicis només participaren dos candidats: l'aleshores governador i Sanji Nishikawa, candidat independent. Finalment, va vèncer el governador Tanaka amb el 64 percent dels vots, millorant les seues xifres prèvies de l'any 1951.

## Candidats
| Candidat | Candidat         | Edat | Partit      | Professió |
| -------- | ---------------- | ---- | ----------- | --------- |
|          | Toshibumi Tanaka | 43   | Independent | Polític   |
|          | Sanji Nishikawa  | 52   | Independent | n/a       |

## Resultats
| Candidat     | Candidat         | Partit      | Percentatges | Percentatges |
| Candidat     | Candidat         | Partit      | Vots         | %            |
| ------------ | ---------------- | ----------- | ------------ | ------------ |
|              | Toshibumi Tanaka | Independent | 1.151.194    | 64,0         |
|              | Sanji Nishikawa  | Independent | 648.213      | 36,0         |
| TOTAL        | TOTAL            |             | 1.799.407    | n/a          |
| PARTICIPACIÓ | PARTICIPACIÓ     |             | 1.859.308    | 77,86        |
| CENS         | CENS             |             | 2.388.017    | 100          |